# Werneck (gmina)
Werneck – gmina targowa w Niemczech, w kraju związkowym Bawaria, w rejencji Dolna Frankonia, w regionie Main-Rhön, w powiecie Schweinfurt. Leży około 12 km na południowy zachód od Schweinfurtu, przy autostradzie A7, A70, drodze B19 i B26.

## Dzielnice
W skład gminy wchodzą następujące dzielnice: Eckartshausen, Egenhausen, Ettleben, Eßleben, Mühlhausen, Rundelshausen, Schleerieth, Schnackenwerth, Schraudenbach, Stettbach, Vasbühl, Werneck i Zeuzleben.

## Demografia
| Rok  | Liczba mieszk. |
| ---- | -------------- |
| 1970 | 10 252         |
| 1987 | 9 759          |
| 2000 | 10 513         |
| 2003 | 10 678         |
| 2005 | 10 721         |

| Rok  | Liczba mieszk. |
| ---- | -------------- |
| 1887 | 2 017          |
| 1946 | 1 410          |
| 1960 | 2 511          |
| 1966 | 2 858          |
| 1970 | 2 772          |
| 1981 | 2 690          |
| 1997 | 2 554          |
| 2005 | 2 518          |

## Osoby urodzone w Werneck
- Friedrich Fehr, malarz

## Galeria

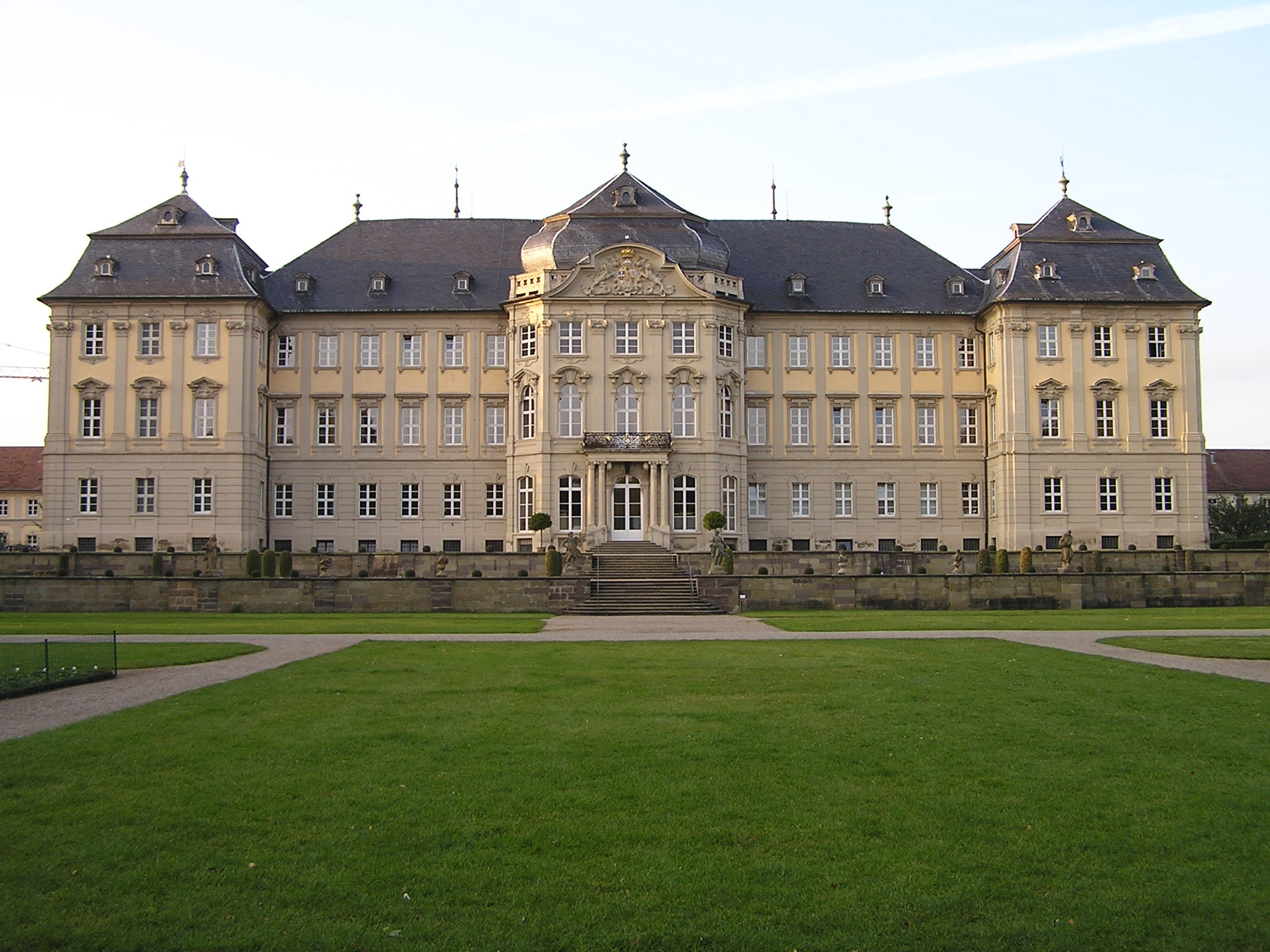
Zamek Werneck
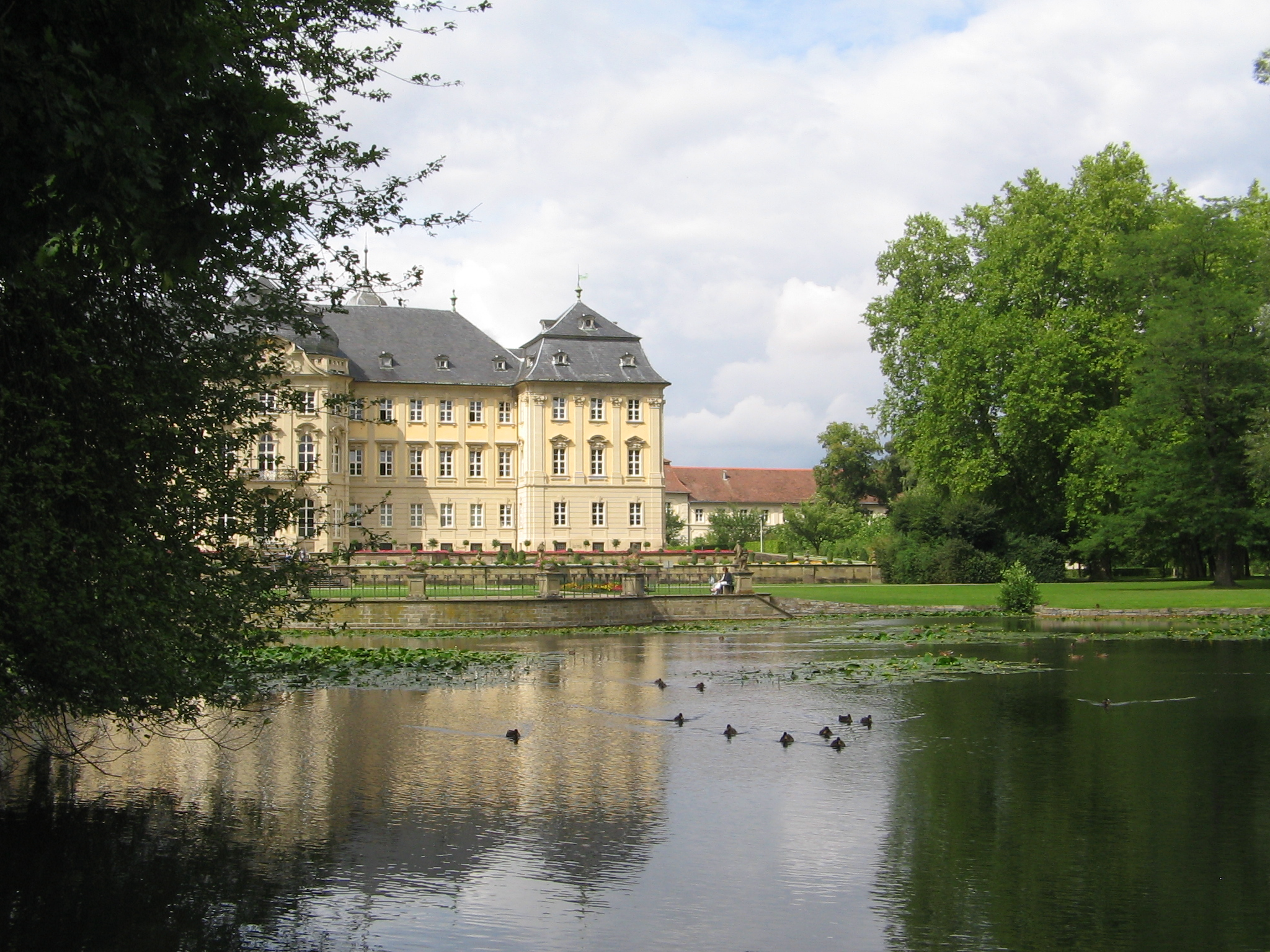
Zamek z ogrodami